# 파베우 크리샤워비치
파베우 크리샤워비치(폴란드어: Paweł Kryszałowicz, 1974년 6월 23일 ~ )는 폴란드의 은퇴한 축구 선수이자, 포지션은 스트라이커였다. 그는 지난 2002년 FIFA 월드컵 당시 미국과의 최종전에서 추가 득점을 기록했다.